# الحديقة الإسمنتية
الحديقة الإسمنتية (بالإنجليزية: The Cement Garden)‏ هي رواية للكاتب إيان ماك إيوان نشرت عام 1978.
حولت إلى فيلم بنفس الاسم في عام 1993 أخرجه أندرر بيركين، وبطولة شارلوت غينسبورغ وأندرو روبرتسون.
تدور القصة حول أب لأربعة أطفال يموت، وتموت الأم بعد فترة وجيزة. ولتجنب إيداعهم في دور الرعاية، يقوم الأطفال بإخفاء موت أمهم عن العالم عن طريق وضع جثمان أمهم في الإسمنت في القبو. ثم يحاول الأطفال تحمل مسئوليات الحياة.

## روابط خارجية
- الحديقة الإسمنتية على موقع الموسوعة البريطانية (الإنجليزية)